# Chelonarium beauvoisi
Chelonarium beauvoisi is een keversoort uit de familie Chelonariidae. De wetenschappelijke naam van de soort is voor het eerst geldig gepubliceerd in 1807 door Latreille.